# South Pop Festival
El South Pop Festival fue un festival de música pop celebrado en sus últimas ediciones en la localidad costera de Isla Cristina (Huelva, España), y anteriormente en Sevilla.
El festival es un ciclo de conciertos de grupos alternativos aunque algunos de ellos bien conocidos, en un ambiente relajado. Se celebra en el mes de septiembre y su duración suele estar en torno a los tres días. El lugar del festival es el auditorio del parque Central de Isla Cristina, con capacidad para 1.200 personas, aunque la cita suele congregar a más de 6.000.
Está considerado por algunos medios uno de los mejores festivales de música pop de España.
Originalmente celebrado en Sevilla, la falta de acuerdos y el desamparo de los organizadores hacen que desde 2008 pase a celebrarse en la ciudad de Isla Cristina, aglutinando a más de 6.000 personas en una de las noches más multitudinarias del festival, fecha desde la cual el festival recobra cierta proyección internacional con artistas de ambos lados del Atlántico y con lo que se ha venido en llamar, desde algunos medios, una escala humana.